# Concepción Lebrero
Concepción Lebrero (Toro, 24 de julio de 1937) nombre artístico de María de la Concepción Lebrero Baena es pianista, organista, docente y compositora española.

## Biografía
Concepción Lebrero comenzó desde pequeña sus estudios musicales y con 10 años ganó el primer premio de piano en el Conservatorio de Salamanca. Con 13 años terminó su carrera de piano en Madrid y continuó su formación en Madrid donde cursó los estudios de virtuosismo del piano con José Cubiles, armonía con Jesús Arámbarri, contrapunto y fuga con Francisco Calés, acompañamiento y transposición del piano con Gerardo Gombau, órgano con Jesús Guridi y composición con Cristóbal Halffter. También fue alumna de Miguel Berdión, que junto con otras alumnas, era presentada a conciertos organizados en Zamora, Salamanca y Valladolid.
Concepción Lebrero ha sido además profesora de muchos músicos, tanto de piano como de teoría musical, y cabe destacar que fue profesora de los hijos de Narciso Yepes .
En el disco Músicas de España y América hay un comentario de Narciso Yepes sobre ella:

Concepción Lebrero es una excepcional compositora española, pianista y profesora. Ella ha sido quien ha asumido el relevo en la educación musical de mis hijos durante mis ausencias. Muchas veces, a lo largo de tantos años, le pedí que compusiese algo para mí y nunca accedió, con la excusa de no conocer los recursos de la guitarra. Componía cantatas, oratorios, obras para orquesta y piano, voz y piano, pero nunca nada para guitarra.

A los pocos días de morir nuestro hijo menor Juan de la Cruz, a quien ella había enseñado música desde muy pequeño y a quien quería entrañablemente, Concepción me entregó esta obra “Remembranza de Juan de la Cruz” y me dijo escuetamente: “La he escrito de un tirón pensando en Juan, como si me la hubiese dictado él. Haz lo que quieras con ella, no sé siquiera si se podrá tocar en la guitarra”. Desde la primera nota me sentí sobrecogido. Los movimientos: Soñando, Despertando, Cantando, Tocando la guitarra, Arriesgando, Pensando y Ascendiendo, son una pincelada interior de los dieciocho años terrenales de nuestro hijo, desde sus primeros pasos en la vida y en la música atravesando el riesgo gratuito de la adolescencia hasta llegar a la plenitud de la verdadera Vida. He puesto mi guitarra y mi amor al servicio de esta obra, porque no sólo es arte, es también un mensaje de intemporal belleza
Narciso YepesMúsicas de España y América (LP), Madrid, 1989., pàg. Cara A, nº 4.

Más adelante, Concepción Lebrero comenta lo siguiente sobre su labor compositiva para guitarra y la obra Remembranza de Juan de la Cruz:

… lamento muchísimo no tener ninguna otra obra para guitarra que “Remembranza de Juan de la Cruz”, pues – como corrobora Narciso Yepes – nunca me creí capacitada para escribir para ese instrumento al no tener suficientes conocimientos técnicos. Es más, la obra “Remembranza…” es sólo un boceto que tuve la intención de ampliar, pero el gran Narciso prefirió dejarla tal y como él la interpretó
Concepción Lebrero(Carta a Claudio Ferrer). Pozuelo de Alarcón (Madrid), 14-12-2009.

## Premios y reconocimientos
- Premio Luque en virtuosismo de piano y el premio Jesús Guridi en órgano.

- En el ámbito compositivo ganó el primer premio al Concurso Internacional de órgano de Ávila en la doble modalidad de interpretación y composición,[1] y una mención honorífica a la Semana de Música religiosa de Cuenca.

- Ha sido finalista en el 5º Premio de música sacra Fernando Rielo.[4]

Además, varias de sus obras han sido grabadas por RTVE y para artistas como Narciso Yepes.

## Obras
Tiene un amplio catálogo compositivo, en el que destaca la música para menores, ciclos para voz y piano, obras corales con acompañamiento de piano u orquesta, obras pianísticas y orgánicas, cantatas y un oratorio. También destaca su obra religiosa. Recibió encargos del Centro para la Difusión de la Música Contemporánea y de la Semana de música religiosa de Cuenca.

### Listado de obras[5]
- Recuerdo de Juan De la Cruz - Guitarra
- Preludio de octavas en Mi B
- Toccota de octavas en el Si B
- Esquizas
- Ofertorio
- Misa (Santa María Reina, Inmaculada, San José, Santa Clara, Santísima Trinidad, Virgen del Milagro)
- Aclama al señor tierra entera
- Vende espíritu divino
- Bendición a Santa Clara
- Canto en la Asunción de María
- Cantata por la paz
- La dama y la muerte
- Padre nuestro
- Credo - corazón y orquesta
- Credo - corazón y órgano
- Antifonias y salmos - Corazón a 2 voces y órgano
- Junto
- Amar
- Tarde del trópico
- Panorama
- Canción
- Viste triste solo
- Falaz primavera
- Cantilena
- Letrilla
- Muere la vida
- Soneto
- Los suspiros
- Las Ondas
- Que se poesía
- Misa fácil
- Yo sé que mí redentor vive
- Pueblo mio
- La madre piadosa estaba
- Ave Maria
- Bendición a San Francisco
- Oh Dios que te alaben los pueblos
- Envías tú aliento y los creas
- El señor ama a su pueblo
- Dichosos los que esperan en el señor
- Aclamamos juntos al señor
- Nueva colección de cantos religiosos
- Colección San Francisco
- Cantata in principio erat verbum